# Organisation Internationale des Constructeurs d'Automobiles
De Organisation Internationale des Constructeurs d'Automobiles ("Internationale Organisatie van Motorvoertuigen Producenten"), meestal afgekort tot OICA is een federatie voor autofabrikanten. Het verzorgt de communicatie tussen fabrikanten en neemt ook een deel van de organisatie van verschillende autosalons voor haar rekening. De OICA vertegenwoordigt de auto-industrie op internationaal niveau, bijvoorbeeld bij politieke kwesties.

## Autosalons
De OICA houdt zich bezig met onderstaande autosalons:
- North American International Auto Show, Detroit
- European Motor Show Brussels
- Chicago Auto Show
- AutoRAI, Amsterdam
- Autosalon van Genève, Genève
- Barcelona Motor Show
- British International Motor Show
- Hanover Motor Show
- Internationale Automobilausstellung, Frankfurt, München
- Mondial de l'Automobile, Parijs
- Tokyo Motor Show, Tokio
- Greater Los Angeles Auto Show, Los Angeles